# Fox Sports
La Fox Sports è una divisione della Fox Broadcasting Company (parte della Fox Corporation). Fu formata nel 1994 con l'acquisizione da parte della FOX dei diritti della NFL. Altre acquisizioni da parte della FOX furono l'intera stagione della National Hockey League dal 1994 al 1999, della MLB dal 1996 ad oggi e molto più tardi dal 2001 al presente l'acquisizione della NASCAR.

Logo FOX Sports

## Descrizione
Le coperture esclusive che la FOX ha acquistato sono tra i più importanti del mondo. La FOX ha comprato a tutti gli effetti la gara regina della NASCAR, la Daytona 500.
Dal 2007 ha comprato anche quattro gare della Formula 1, compresa il Gran Premio degli Stati Uniti. Riguardante ancora la NASCAR ha comprato due gare della Craftsman Truck Series (tutte le altre vanno alla sua consociata SPEED).
In addizione al canale nazionale, la FOX ha anche dei canali a livello regionale sotto il nome di Fox Sport Net + regione USA. Tra questi canali ci sono anche canali satellitari come: SPEED e Fox Soccer Channel, uno dedicato ai motori il secondo interamente al calcio.
La Fox Sports cominciò a mandare i programmi in HD il 12 settembre 2004 con alcune partite della NFL, alcune di MLB e tutte le gare NASCAR che venivano trasmesse sulla sua rete.
Il suo segnale HD è 720p HDTV.
Le grafiche della FOX hanno vinto premi speciali in tutto il mondo e hanno rivoluzionato i canoni dei programmi in tutti gli Stati Uniti. La sigla iniziale del programma NFL possono essere ascoltate in ogni programma della FOX.
Le precedenti grafiche della Fox sono passate ai network regionali come una specie di bug.
Fox Sports cominciò a trasmettere in alta definizione il 4 luglio 2004 con la Coke Zero 400 a Daytona. In seguito l'HD si estese anche alla NFL e MLB.

## Fox Sports in Italia
Il network sportivo Fox Sports è approdato in Italia sulle piattaforme Sky e Mediaset Premium e dà l'opportunità agli utenti italiani di vedere Premier League, FA Cup, Ligue 1, Liga spagnola e Eredivisie olandese. Il 17 giugno 2013, Fox International Channels Italy emise un comunicato che annunciava ufficialmente l'approdo di Fox Sports in Italia sulla piattaforma satellitare Sky, il canale è compreso nel Pack Sky Calcio, alla numerazione 205, senza costi aggiuntivi e iniziò le sue trasmissioni dal 9 agosto 2013 anche in HD come esclusiva, insieme a Fox Sports Plus alla numerazione 210 . 
Fox Sports è stato presente senza costi aggiuntivi anche nel pacchetto Calcio dell'offerta di Mediaset Premium ed ha esordito sul digitale terrestre il 17 agosto sul canale 382 con il debutto della nuova stagione di Premier League, solo nel formato SD, insieme a Fox Sports Plus alla numerazione 383. Ha cessato le trasmissioni sulla piattaforma terrestre per mancato rinnovo del contratto il 30 giugno 2015, rimanendo così visibile solo sul satellite fino al 30 giugno 2018.

## Programmi di Fox Sports negli USA
- NFL on Fox (1994-in corso)
  - Fox NFL Sunday, The OT
- Super Bowls XXXI, XXXIII, XXXVI, XXXIX, XLII, & XLV
- Major League Baseball on Fox
- Fox Sports detiene i diritti delle World Series di Baseball fino al 2013.
- NASCAR on FOX (2001-in corso)
- Speed on Fox
- Cotton Bowl Classic (1999-in corso)
- Formula 1 (2007-in corso)
- UEFA Champions League
- Ultimate Fighting Championship

SmackDown! (2019-in corso)